# 同福镇
同福镇，是中华人民共和国四川省内江市东兴区曾经下辖的一个镇。2019年12月4日，撤销同福镇，划归田家镇管辖。

## 行政区划
同福镇撤销前下辖以下地区：
松林社区、佛祖岩村、云台村、老君村、玉皇庙村、月亮村、石缸村、双河村、段冲村、桂花村、肖湾村和响滩村。